# アルティメット・ウォリアー
アルティメット・ウォリアー（The Ultimate Warrior、出生名：James Brian Hellwig、1959年6月16日 - 2014年4月8日）は、アメリカ合衆国のプロレスラー。インディアナ州クローフォーズビル出身。
1980年代後半から1990年代前半におけるWWFの看板スターの1人。その屈強な肉体から、日本では「超合金戦士」の異名を持った。

## 来歴

### キャリア初期
パワーチームUSAなるボディビルのチームに所属後、1985年にプロレス転向。同年11月、チームメイトだったスティーブ・ボーデンと組み、テネシー州メンフィスのCWA（後のUSWA）にて、フリーダム・ファイターズ（The Freedom Fighters）なるタッグチームとしてデビュー。ボーデンはフラッシュ（Flash）、ヘルウィッグはジャスティス（Justice）を名乗り、ジェリー・ローラー&オースチン・アイドルが保持していたAWA南部タッグ王座にも挑戦した。

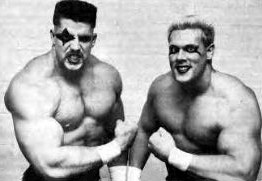
ブレード・ランナーズ
（左がロック、右がスティング）

1986年3月、ビル・ワットが主宰していたUWFにてチーム名をブレード・ランナーズ（The Blade Runners）へと変更、それぞれのリングネームもボーデンはスティング（Sting）、自身はロック（Rock）と改名して、ロード・ウォリアーズのコピー版タッグチームとして活動。エディ・ギルバートをマネージャーに、テッド・デビアス&スティーブ・ウィリアムスやファビュラス・フリーバーズ（テリー・ゴディ&バディ・ロバーツ）などのチームと対戦した。
チーム解散後の1986年6月、フリッツ・フォン・エリックが主宰していたテキサス州ダラスのWCWA（World Class Wrestling Association）にて、フェイスペイントを施したディンゴ・ウォリアー（The Dingo Warrior）に変身。当初はヒールのポジションで、バズ・ソイヤー&マット・ボーンのマネージャーだったゲーリー・ハートのボディーガードとして登場。アブドーラ・ザ・ブッチャーのパートナーにも起用され、ブルーザー・ブロディとも対戦した。同年10月よりベビーフェイスに転向してフォン・エリック・ファミリーと共闘。11月17日にはランス・フォン・エリックと組んでボーン&ジョージ・ウェルズからWCWA世界タッグ王座を奪取、1987年2月2日にはボブ・ブラッドリーを破りWCWAテキサス・ヘビー級王座を獲得した。

### WWF

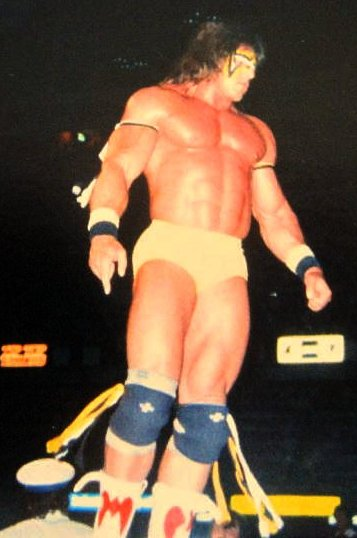
1987年

1987年6月、WWFと契約（同時期、当時WCWAと提携していた新日本プロレスへの初来日が内定していたが、WWF入りのため急遽キャンセルされている）。10月7日収録のWWFスーパースターズにてリングネームをアルティメット・ウォリアー（The Ultimate Warrior）と改名し、テリー・ギッブスに勝利。以降、TVテーピング番組の前座試合でホセ・エストラーダやマイク・シャープなどベテランのジョバーと対戦して経験を積む。
1988年8月29日、サマースラム1988にてホンキー・トンク・マンを30秒で下してインターコンチネンタル・ヘビー級王座を獲得。1989年4月2日、レッスルマニアVにてリック・ルードに王座を奪われるが、8月29日のサマースラム1989で奪還に成功。同年はアンドレ・ザ・ジャイアントとも抗争を繰り広げた。

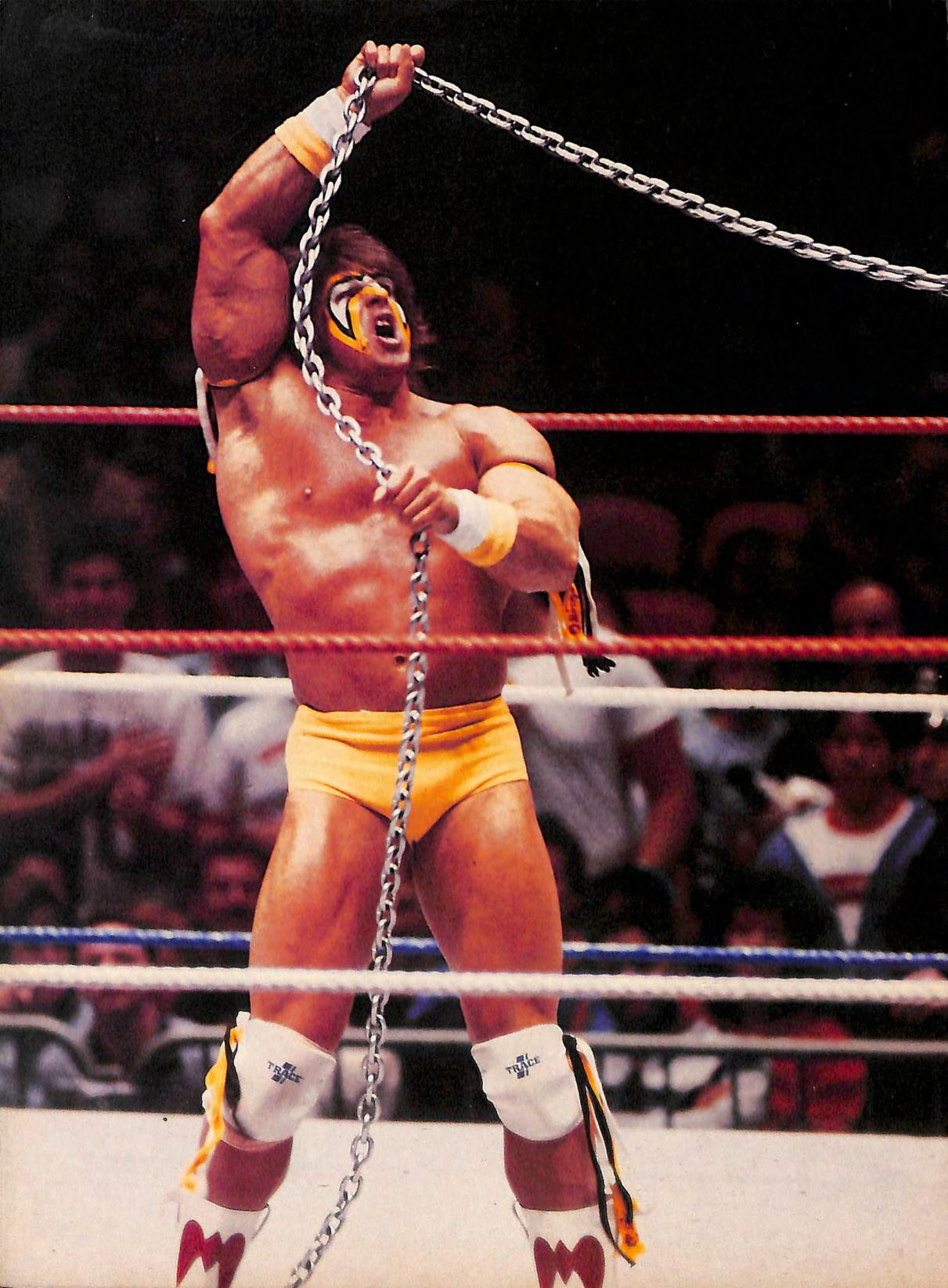
1988年

1990年4月1日、レッスルマニアVIでのハルク・ホーガンとのWWF世界王座&インターコンチネンタル王座のダブルタイトルマッチを制して2冠王者となる（IC王座は同日に返上）。同月13日、東京ドームにて開催された日米レスリングサミット（WWF、新日本プロレス、全日本プロレスの合同興行）への参戦で初来日を果たし、WWF世界王者としてテッド・デビアスとの防衛戦を行った。8月27日のサマースラム1990ではルードとのスティール・ケージ・マッチに勝利。WWFに移籍してきたリージョン・オブ・ドゥームやWCWA時代の盟友テキサス・トルネードとも共闘し、11月22日のサバイバー・シリーズ1990にはザ・ウォリアーズ（The Warriors）なるカルテットで出場。ミスター・パーフェクト&デモリッションとのエリミネーション・マッチで一人生き残り、全試合のサバイバーによるグランド・フィナーレ・マッチ（ホーガン&ティト・サンタナとのトリオでの、デビアス、リック・マーテル、ザ・ウォーロード、パワー&グローリーとの3対5のハンディキャップ・エリミネーション・マッチ）でもホーガンと共に勝ち残った。
1991年1月19日、ロイヤルランブル1991において、ランディ・サベージの乱入によりサージェント・スローターに敗れて世界王座から陥落するが、以降もWWFの主力として活躍し、3月24日のレッスルマニアVIIではサベージとの敗者引退マッチに勝利。3月30日にはSWSの東京ドーム大会への参戦で再来日が実現した。その後はジ・アンダーテイカーと抗争を展開するが、8月に契約の条件面で折り合わずWWFから解雇される。
1992年4月、WWFに復帰。パパ・シャンゴやカマラといった怪奇系レスラーとの抗争、WCWより移籍してきたリック・フレアーとの対戦、サベージとのアルティメット・マニアックス（The Ultimate Maniacs）なるチームを結成してのデビアス&IRSのマネー・インコーポレーテッドが保持するWWF世界タッグ王座挑戦などで活躍するも、WWFを襲ったステロイド疑惑の影響で11月に再び解雇となる。
1993年、WWF出身のレスラーが集うWWS（World Wrestlings Superstars）に参戦し、ハーキュリーズと連戦。1995年にはNWC（National Wrestling Conference）にてホンキー・トンク・マンと対戦した。
1996年3月31日、レッスルマニアXIIにてWWFへの電撃復帰を果たしてハンター・ハースト・ヘルムスリーを一蹴。復帰後はゴールダスト、オーエン・ハート、ベイダーとの抗争が組まれるが、オーナーのビンス・マクマホンと対立して6月25日のベイダー戦を最後に退団した。

### WCW
1998年、WCWと契約を交わし、ザ・ウォリアー（The Warrior）のリングネームで入団。8月17日のナイトロにてリングを占拠する "ハリウッド" ハルク・ホーガンとnWoのマイクパフォーマンス中に登場し、ホーガン率いるnWoを壊滅することを宣言した。
9月13日、WCWデビューマッチとなるFall Brawl 1998にて、チームWCWの一員としてダイヤモンド・ダラス・ペイジ&ロディ・パイパーと組み、nWoハリウッド（ホーガン&ブレット・ハート&スティービー・レイ）およびnWoウルフパック（ケビン・ナッシュ&レックス・ルガー&スティング）とのウォー・ゲーム（金網内での時間差3way9人タッグマッチ）に勝利した。
9月14日、nWoメンバーのディサイプル対ジム・ナイドハートの試合において、ナイドハートの入場後にリング内へスモークと共に登場し、ディサイプルの髪を掴んだ姿を現す。リングを取り囲むnWoを余所に、ホーガンと直接対決する旨を伝え挑発すると、再びスモークが焚かれ姿を消した。
10月11日のナイトロでは旧友スティングとタッグを組み、ホーガン&ブレット・ハートと対戦するも反則によりDQ勝利。10月25日、Halloween Havoc 1998にてホーガンと直接対決を行うも、介入したエリック・ビショフがレフェリーの気を逸らすうちにホーガンの甥のホーレス・ホーガンに椅子で殴打され、そのままフォールを取られて敗退した。

### キャリア晩年
1999年にWCWを離脱。一時期は公の場にまったく姿を見せなかったため、「ステロイド剤の過剰摂取の後遺症で脚を切断した」などの噂や廃人説、果ては死亡説まで流れたこともあった。
その後は政治団体に所属して、保守的なスポークスマンのダニエル・ピンヘイロと組み左翼を糾弾する講演活動を行った。一例として「LGBTQ（Queer）は世界を動かすことができない」と発言して批判を受け、後日「誰もがホモセクシャルであった場合、人類は滅ぶと言いたかった」などと釈明している。WWEのステロイド剤の使用にも苦言を呈していた。
2005年にはWWEからトリビュートDVDが発売されたが、本人の登場は過去の映像のみで新規のインタビュー出演などは一切なく、内容も彼の人格を非難するようなコメントが多く含まれており、WWEとの関係は冷え切っていると見られていた。

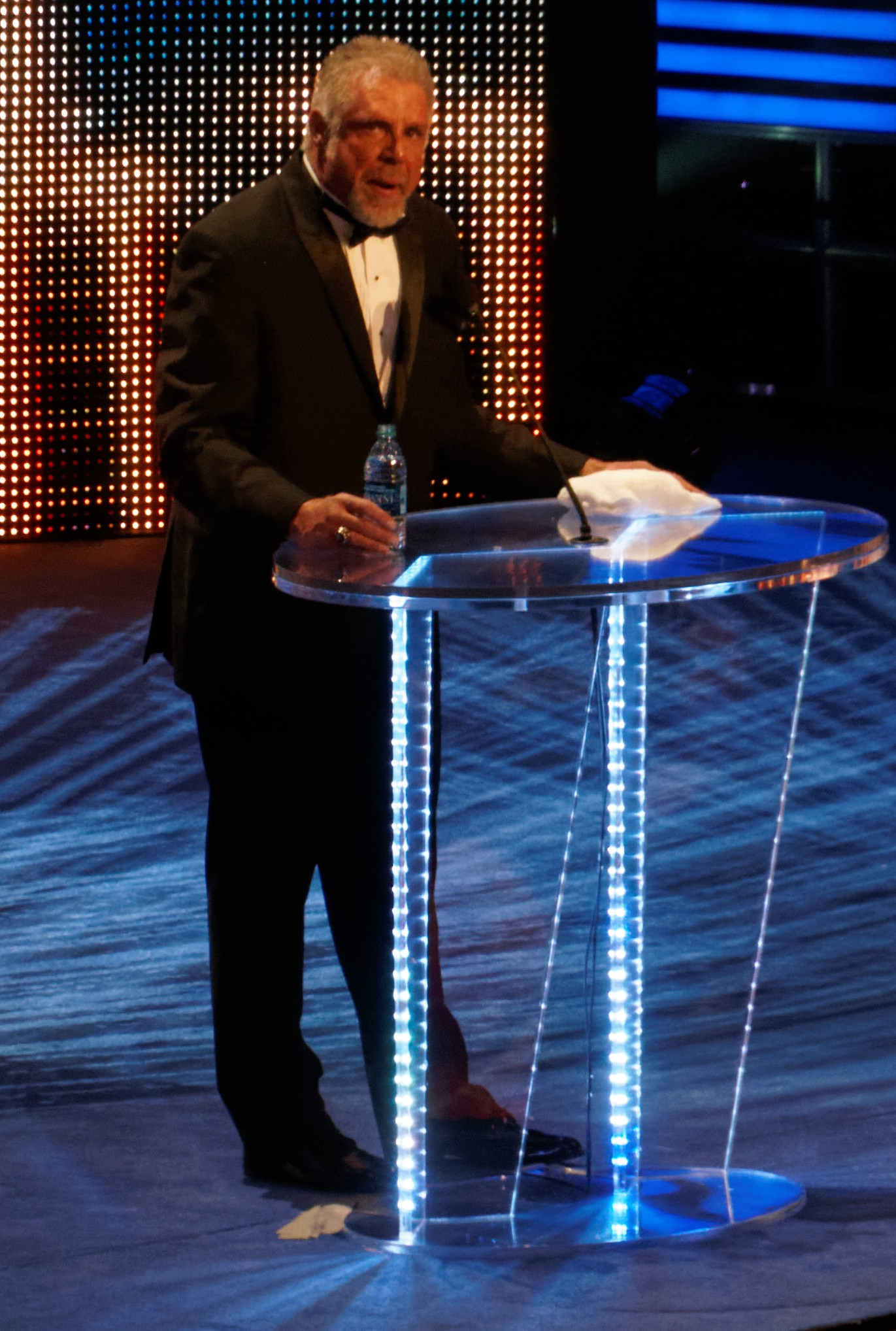
2014年4月5日、WWE殿堂入り式典でのスピーチ

2008年、イタリアのプロレス団体NWEのスペインでの興行において10年ぶりにリングへ復帰。6月25日、オーランド・ジョーダンを破り第5代NWE世界ヘビー級チャンピオンとなるが、すぐにタイトルを返上した。試合のスタイル、コスチューム、フェイスペインティング、パフォーマンスは全盛時と変わらず、WWF、WCW時代と比較して肉体もほとんど衰えていなかった。
WWEとの関係も修復され、2013年に2Kから発売されるWWEを題材にしたゲーム「WWE 2K14」の宣伝トレイラーにWWF在籍当時のフェイスペイントで出演。
2014年1月13日、WWE殿堂入りが発表された。レッスルマニアXXXの前日である4月5日、ルイジアナ州のスムージーキング・センターにてセレモニーが行われ、WWE殿堂に迎えられた。レッスルマニアXXX翌日の4月7日にはRAWへ登場し、殿堂入りしたことに触れるとともに「アルティメット・ウォリアーをつくったのはファンの皆だ」とファンへの感謝の気持ちを表した。
今後の動向にも注目されていたが、RAW翌日の4月8日夕刻、ルイジアナ州のホテルの外で倒れているところを発見され、間もなく死亡が確認された。捜査当局の検死の結果、死亡原因は動脈硬化症に伴う心臓発作で、妻とともにホテルの周りを散歩中に、心臓発作に襲われたという。54歳没。
前日のRAWで元気な姿を見せながらも、妻と娘2人を遺しての突然の死は関係者にも大きな衝撃を与え、ビンス・マクマホンらWWEの要職およびスーパースターが各種メディアで弔意を表すとともに、その功績を讃えた。

## ファイトスタイル
ウォリアーの試合はワンパターンで以下のような流れがほとんどである。
- 入場ゲートから全力疾走
- ロープを掴んで上下にブルブルと揺らす（後にバティスタがコピー）
- 試合はディンゴ・ボンバー（ラリアット）、ショルダー・ブロック、パワースラムなど力押し一辺倒
- 最後はリフトアップ・スラムからアルティメット・スプラッシュ（背中へのボディ・プレス）

背中にボディ・プレスを行なうのは従来のボディ・プレスをリック・ルードに膝を立てて返されたためである。

## 得意技
- アルティメット・スプラッシュ（仰向けorうつ伏せの相手への助走をつけたボディ・プレス）
- ゴリラ・プレス（ミリタリープレスから、背後に腹から落とす）
- ディンゴ・ボンバー
- フライング・ショルダー・アタック
- ボディスラム、パワースラム等の力業

## 獲得タイトル
WCWA
- WCWAテキサス・ヘビー級王座：1回[13]
- WCWA世界タッグ王座：1回（w / ランス・フォン・エリック）[12]

WWF / WWE
- WWF世界ヘビー級王座：1回[34]
- WWFインターコンチネンタル・ヘビー級王座：2回[16]
- WWE殿堂：2014年度[15]

NWE
- NWE世界ヘビー級王座：1回